# Campeonato Clausura 2023 (Costa Rica)
El Campeonato Clausura 2023 fue la 120.ª edición del campeonato de liga de la Primera División del fútbol costarricense, que concluirá la temporada 2022-23.
Para este certamen el dedicado será el ya fallecido periodista y cronista José Luis "El Rápido" Ortiz, quién se dio a conocer en el periodismo deportivo por sus narraciones y comentarios tanto en el fútbol nacional como a nivel internacional durante los mundiales de México 1986 e Italia 1990. Ortiz falleció el 14 de octubre del 2012 en Tibás. Laboró para distintos medios de comunicación entre ellos radio Columbia, Teletica y Canal 2. Fue director de deportes de Sinart Canal 13.

## Sistema de competición
El torneo de la Liga Promerica está conformado en dos partes:
- Fase de clasificación: Se integra por las 22 jornadas del torneo.
- Fase final: Se integra por los partidos de semifinal y final.

### Fase de clasificación
En la fase de clasificación se observará el sistema de puntos. La ubicación en la tabla general está sujeta a lo siguiente:
- Por juego ganado se obtendrán tres puntos.
- Por juego empatado se obtendrá un punto.
- Por juego perdido no se otorgan puntos.

En esta fase participan los 12 clubes de la Liga Promerica jugando en cada torneo todos contra todos durante las 22 jornadas respectivas, a visita recíproca.
El orden de los clubes al final de la fase de calificación del torneo corresponderá a la suma de los puntos obtenidos por cada uno de ellos y se presentará en forma descendente. Si al finalizar las 22 jornadas del torneo, dos o más clubes estuviesen empatados en puntos, su posición en la tabla general será determinada atendiendo a los siguientes criterios de desempate:
1. Mayor diferencia positiva general de goles. Este resultado se obtiene mediante la sumatoria de los goles anotados a todos los rivales, en cada campeonato menos los goles recibidos de estos.
2. Mayor cantidad de goles a favor, anotados a todos los rivales dentro de la misma competencia.
3. Mejor puntuación particular que hayan conseguido en las confrontaciones particulares entre ellos mismos.
4. Mayor diferencia positiva particular de goles, la cual se obtiene sumando los goles de los equipos empatados y restándole los goles recibidos.
5. Mayor cantidad de goles a favor que hayan conseguido en las confrontaciones entre ellos mismos.
6. Como última alternativa, la UNAFUT realizaría un sorteo para el desempate.

### Fase final
Los cuatro clubes calificados para esta fase del torneo serán reubicados de acuerdo con el lugar que ocupen en la tabla general al término de la jornada 22, con el puesto del número uno al club mejor clasificado, y así hasta el número cuatro. Al equipo líder se le otorga un lugar para una eventual final en caso de no ganar la segunda ronda, de lo contrario se proclamaría campeón automáticamente. Los partidos a esta fase se desarrollarán a visita, en las siguientes etapas:
- Semifinales
- Final de segunda ronda
- Gran final

Los clubes vencedores en los partidos de semifinal serán aquellos que en los dos juegos anoten el mayor número de goles. De existir empate en el número de goles anotados, la posición se definirá a favor del club con mayor cantidad de goles a favor cuando actúe como visitante. Si persiste la igualdad en los marcadores, se darán treinta minutos de tiempo suplementario en los cuales ya no valdría la regla de gol de visita. Los equipos tendrán derecho a una sustitución adicional y si vuelve a haber empate, los lanzamientos desde el punto de penal definirán al vencedor.
Los partidos de semifinales se jugarán de la siguiente manera:
En las finales participarán los dos clubes vencedores de las semifinales, donde el equipo que cierra la serie será aquel que haya conseguido la mejor posición en la tabla.
Disputará el título, mediante una gran final, el club que haya superado las dos series incluyendo al conjunto que fue líder de la clasificación. Esta última etapa puede evitarse si el equipo líder vence en estas dos instancias, quedando campeón de forma automática. Para la gran final, la regla de gol de visita ya no tendría efecto.

## Equipos participantes

### Equipos por provincia
Para la temporada 2022-23, la provincia con más equipos en la Primera División es San José con cuatro.
| Saprissa Guanacasteca Sporting Herediano Guadalupe Grecia Alajuelense San Carlos Pérez Zeledón Cartaginés Santos Puntarenas |

| Provincia  | N.º | Equipos                                       |
| ---------- | --- | --------------------------------------------- |
| San José   | 4   | Guadalupe, Pérez Zeledón, Saprissa y Sporting |
| Alajuela   | 3   | Alajuelense, Grecia y San Carlos              |
| Cartago    | 1   | Cartaginés                                    |
| Guanacaste | 1   | Guanacasteca                                  |
| Heredia    | 1   | Herediano                                     |
| Limón      | 1   | Santos                                        |
| Puntarenas | 1   | Puntarenas                                    |

### Información de los equipos
| Equipo        | Ciudad                   | Entrenador           | Capitán               | Estadio           | Aforo  | Proveedor            | Patrocinador principal (en la equipación) | Transmisión (televisora principal) |
| ------------- | ------------------------ | -------------------- | --------------------- | ----------------- | ------ | -------------------- | ----------------------------------------- | ---------------------------------- |
| Alajuelense   | Alajuela                 | Andrés Carevic       | Geancarlo González    | Morera Soto       | 17 700 | Kelme                | Tropical                                  |                                    |
| Cartaginés    | Cartago                  | Paulo César Wanchope | Allen Guevara         | "Fello" Meza      | 12 880 | Monarca              | Banco Nacional                            |                                    |
| Grecia        | Grecia                   | Mauricio Wright      | Jean Carlo Agüero     | Allen Riggioni    | 4 000  | Living Sport         | Super Rosvil                              |                                    |
| Guadalupe     | Guadalupe                | Fernando Palomeque   | Darío Delgado         | "Coyella" Fonseca | 4 200  | ProSport             | Tigo                                      |                                    |
| Guanacasteca  | Nicoya                   | Horacio Esquivel     | Pedro Leal            | Chorotega         | 5 500  | Vive+Sports          | SuperCompro                               |                                    |
| Herediano     | Heredia                  | Jeaustin Campos      | Yeltsin Tejeda        | "Coyella" Fonseca | 4 200  | Pirma                | Burger King                               |                                    |
| Puntarenas    | Puntarenas               | Géiner Segura        | Kevin Sancho          | "Lito" Pérez      | 4 105  | Creaciones Meibejohn | Telecable                                 |                                    |
| Pérez Zeledón | San Isidro de El General | Luis Marín           | Luis Carlos Barrantes | Municipal         | 6 000  | Textiles JB          | Transportes Arguedas                      |                                    |
| San Carlos    | Ciudad Quesada           | Víctor Abelenda      | Jonathan McDonald     | Carlos Ugalde     | 7 000  | Monarca              | Tigo                                      |                                    |
| Santos        | Guápiles                 | Randall Row          | Starling Matarrita    | Ebal Rodríguez    | 3 300  | Eletto Sport         | Tigo                                      |                                    |
| Saprissa      | San Juan de Tibás        | Vladimir Quesada     | Mariano Torres        | Ricardo Saprissa  | 20 558 | Kappa                | BAC Credomatic                            |                                    |
| Sporting      | Pavas                    | José Giacone         | Randall Azofeifa      | Ernesto Rohrmoser | 3 000  | Monarca              | Tigo                                      |                                    |

#### Relevo de entrenadores
| Equipo         | Entrenador (Jornadas) | Fecha de vacante | Tipo de despido      | Posición en la tabla | Entrenador entrante | Fecha de nombramiento |
| -------------- | --------------------- | ---------------- | -------------------- | -------------------- | ------------------- | --------------------- |
| Grecia         | Gabriel Simón         | 8 de febrero     | Recisión de contrato | 11                   | José Araya          | 9 de febrero          |
| Grecia         | José Araya            | 5 de marzo       | Fin del Interinato   | 12                   | Mauricio Wright     | 6 de marzo            |
| Herediano      | Géiner Segura         | 12 de febrero    | Recisión de contrato | 5                    | Jafet Soto          | 15 de febrero         |
| Herediano      | Jafet Soto            | 13 de abril      | Fin de interinato    | 5                    | Jeaustin Campos     | 13 de abril           |
| Puntarenas     | Alexander José Vargas | 24 de febrero    | Recisión de contrato | 9                    | Géiner Segura       | 24 de febrero         |
| Guadalupe F.C. | Walter Centeno        | 28 de febrero    | Recisión de contrato | 11                   | Fernando Palomeque  | 1 de marzo            |
| Saprissa       | Jeaustin Campos       | 28 de marzo      | Recisión de contrato | 2                    | Vladimir Quesada    | 28 de marzo           |

## Estadios
| |                                                                                        |                                                                                      |
| |                                                                                        |                                                                                      |
| Estadio Ricardo Saprissa Ciudad: Tibás, San José Capacidad: 21 456 Club: Saprissa                     | Estadio Morera Soto Ciudad: Alajuela Capacidad: 17 700 Club: Alajuelense               | Estadio "Fello" Meza Ciudad: Cartago Capacidad: 8 831 Club: Cartaginés               |
| |                                                                                        |                                                                                      |
| Estadio "Coyella" Fonseca Ciudad: Goicoechea, San José Capacidad: 4 200 Clubes: Guadalupe y Herediano | Estadio "Lito" Pérez Ciudad: Puntarenas Capacidad: 4 105 Club: Puntarenas              | Estadio Carlos Ugalde Ciudad: San Carlos, Alajuela Capacidad: 4 080 Club: San Carlos |
| |                                                                                        |                                                                                      |
| Estadio Chorotega Ciudad: Nicoya, Guanacaste Capacidad: 4 000 Club: Guanacasteca                      | Estadio Municipal Ciudad: Pérez Zeledón, San José Capacidad: 3 259 Club: Pérez Zeledón | Estadio Ernesto Rohrmoser Ciudad: Pavas, San José Capacidad: 3 000 Club: Sporting    |
| |                                                                                        |                                                                                      |
| Estadio Allen Riggioni Ciudad: Grecia, Alajuela Capacidad: 2 749 Club: Grecia                         | Estadio Ebal Rodríguez Ciudad: Guápiles, Limón Capacidad: 2 250 Clubes: Santos         |                                                                                      |

## Justicia deportiva
Los árbitros de cada partido son designados por una comisión creada para tal objetivo e integrada por representantes de la Federación Costarricense de Fútbol. Para este torneo, los colegiados de la categoría son los siguientes (se muestra entre paréntesis su nombramiento internacional y el año desde que recibieron la distinción). Los árbitros que no pasen las pruebas físicas previo al inicio del torneo serán excluidos del mismo por un periodo determinado hasta que logren la aprobación. Los árbitros que impartirán justicia en esta edición serán:
| - Adrián Chinchilla - Allen Quirós - Brayan Cruz - Cristian Rodríguez - Esteban Fallas - Geiner Zúñiga - Hugo Cruz | - Marco Guido - Pablo Camacho - Pedro Navarro - Raúl Eduarte - Rigo Prendas - Steven Madrigal - William Mattus - Yeudy Rojas | - Ricardo Montero (árbitro FIFA) (2011) - Marianela Araya (árbitra FIFA) (2014) - Juan Gabriel Calderón (árbitro FIFA) (2017) - Benjamín Pineda (árbitro FIFA) (2019) - Keylor Herrera (árbitro FIFA) (2019) - David Gómez (árbitro FIFA) (2021) - Josué Ugalde (árbitro FIFA) (2023) |

### Uniformes
| Uniforme Arbitral Rosa | Uniforme Arbitral Verde | Uniforme Arbitral Naranja | Uniforme Arbitral Gris |

## Fase de clasificación

### Tabla de posiciones
| Pos. | Equipo             | Pts. | PJ | G  | E | P  | GF | GC | Dif. |  |
| ---- | ------------------ | ---- | -- | -- | - | -- | -- | -- | ---- |  |
| 1    | Deportivo Saprissa | 50   | 22 | 15 | 5 | 2  | 48 | 16 | +32  |  |
| 2    | L. D. Alajuelense  | 41   | 22 | 12 | 5 | 5  | 50 | 21 | +29  |  |
| 3    | C. S. Cartaginés   | 40   | 22 | 12 | 4 | 6  | 40 | 32 | +8   |  |
| 4    | C. S. Herediano    | 36   | 22 | 11 | 3 | 8  | 35 | 31 | +4   |  |
| 5    | Sporting F. C.     | 34   | 22 | 9  | 7 | 6  | 31 | 28 | +3   |  |
| 6    | A. D. San Carlos   | 29   | 22 | 7  | 8 | 7  | 29 | 30 | −1   |  |
| 7    | A. D. Guanacasteca | 28   | 22 | 7  | 7 | 8  | 25 | 27 | −2   |  |
| 8    | Santos de Guápiles | 27   | 22 | 7  | 6 | 9  | 25 | 32 | −7   |  |
| 9    | Pérez Zeledón      | 24   | 22 | 7  | 3 | 12 | 26 | 41 | −15  |  |
| 10   | Guadalupe F. C.    | 19   | 22 | 5  | 4 | 13 | 28 | 43 | −15  |  |
| 11   | Puntarenas F. C.   | 17   | 22 | 5  | 5 | 12 | 21 | 33 | −12  |  |
| 12   | Municipal Grecia   | 16   | 22 | 3  | 7 | 12 | 21 | 45 | −24  |  |

 Fuente: Liga Promerica
Notas:
1. ↑  El Puntarenas F. C. perdió 3 pts por no cumplir la regla sub21 al no sumar los 1,440 minutos.[5]

|  | Clasifica a gran final   |
|  | Clasifica a semifinales. |
|  | Último lugar.            |

### Evolución
| Jornada          | 1  | 2  | 3  | 4  | 5  | 6  | 7  | 8  | 9  | 10 | 11 | 12 | 13 | 14 | 15 | 16 | 17 | 18 | 19 | 20 | 21 | 22 |
| Equipo           |    |    |    |    |    |    |    |    |    |    |    |    |    |    |    |    |    |    |    |    |    |    |
| ---------------- | -- | -- | -- | -- | -- | -- | -- | -- | -- | -- | -- | -- | -- | -- | -- | -- | -- | -- | -- | -- | -- | -- |
| Saprissa         | 2  | 2  | 1  | 2  | 3  | 2  | 2  | 2  | 2  | 2  | 2  | 1  | 1  | 2  | 1  | 1  | 1  | 1  | 1  | 1  | 1  | 1  |
| Alajuelense      | 1  | 1  | 3  | 1  | 2  | 1  | 1  | 1  | 1  | 1  | 1  | 2  | 2  | 1  | 2  | 2  | 2  | 2  | 3  | 2  | 2  | 2  |
| Cartaginés       | 4  | 4  | 4  | 4  | 4  | 5  | 7  | 4  | 6  | 5  | 6  | 5  | 5  | 5  | 5  | 3  | 3  | 3  | 2  | 3  | 3  | 3  |
| Herediano        | 5  | 5  | 5  | 5  | 6  | 4  | 5  | 6  | 4  | 4  | 4  | 3  | 3  | 3  | 3  | 4  | 5  | 5  | 5  | 5  | 5  | 4  |
| Sporting         | 3  | 3  | 2  | 3  | 1  | 3  | 3  | 3  | 3  | 3  | 3  | 4  | 4  | 4  | 4  | 5  | 4  | 4  | 4  | 4  | 4  | 5  |
| San Carlos       | 6  | 7  | 8  | 12 | 12 | 11 | 11 | 9  | 8  | 10 | 8  | 7  | 7  | 7  | 6  | 7  | 8  | 8  | 8  | 7  | 6  | 6  |
| Guanacasteca     | 11 | 8  | 7  | 6  | 7  | 6  | 6  | 5  | 5  | 6  | 5  | 8  | 8  | 9  | 8  | 6  | 7  | 6  | 7  | 6  | 7  | 7  |
| Santos           | 12 | 11 | 11 | 10 | 9  | 10 | 12 | 12 | 12 | 9  | 7  | 6  | 6  | 6  | 7  | 8  | 6  | 7  | 6  | 8  | 8  | 8  |
| Pérez Zeledón    | 9  | 11 | 10 | 7  | 5  | 8  | 4  | 7  | 7  | 8  | 10 | 10 | 10 | 10 | 9  | 9  | 9  | 10 | 10 | 9  | 9  | 9  |
| Puntarenas F. C. | 7  | 6  | 6  | 9  | 8  | 7  | 8  | 8  | 9  | 7  | 9  | 9  | 9  | 8  | 10 | 10 | 10 | 9  | 9  | 10 | 10 | 10 |
| Guadalupe        | 10 | 12 | 12 | 8  | 10 | 9  | 9  | 10 | 10 | 11 | 11 | 12 | 12 | 12 | 12 | 12 | 12 | 12 | 12 | 12 | 11 | 11 |
| Grecia           | 8  | 10 | 9  | 11 | 11 | 12 | 10 | 11 | 11 | 12 | 12 | 11 | 11 | 11 | 11 | 11 | 11 | 11 | 11 | 11 | 12 | 12 |

### Resumen de resultados
| Local / Visita     | ASC   | ADG   | CSC   | CSH   | SAP   | GFC   | LDA   | GRE   | MPZ   | PFC   | SAN   | SFC   |
| ------------------ | ----- | ----- | ----- | ----- | ----- | ----- | ----- | ----- | ----- | ----- | ----- | ----- |
| A. D. San Carlos   |       | 2 - 0 | 2 - 4 | 2 - 3 | 0 - 0 | 2 - 0 | 2 - 2 | 3 - 0 | 1 - 0 | 1 - 1 | 3 - 2 | 1 - 1 |
| A. D. Guanacasteca | 1 - 0 |       | 2 - 2 | 4 - 0 | 2 - 3 | 2 - 0 | 0 - 0 | 2 - 0 | 2 - 1 | 1 - 1 | 0 - 0 | 3 - 1 |
| C. S. Cartaginés   | 0 - 0 | 4 - 1 |       | 1 - 0 | 1 - 1 | 3 - 2 | 0 - 5 | 2 - 0 | 2 - 1 | 2 - 1 | 4 - 0 | 3 - 2 |
| C. S. Herediano    | 4 - 2 | 0 - 1 | 1 - 3 |       | 4 - 1 | 1 - 0 | 0 - 4 | 3 - 0 | 3 - 1 | 1 - 0 | 2 - 1 | 1 - 1 |
| Deportivo Saprissa | 2 - 1 | 3 - 0 | 1 - 0 | 2 - 0 |       | 2 - 1 | 1 - 1 | 5 - 1 | 7 - 0 | 3 - 0 | 1 - 0 | 2 - 1 |
| Guadalupe F. C.    | 2 - 3 | 1 - 1 | 5 - 1 | 0 - 4 | 0 - 1 |       | 3 - 2 | 1 - 1 | 1 - 1 | 0 - 1 | 1 - 3 | 1 - 1 |
| L. D. Alajuelense  | 4 - 1 | 2 - 0 | 3 - 2 | 1 - 1 | 0 - 2 | 4 - 0 |       | 5 - 0 | 2 - 1 | 4 - 0 | 0 - 2 | 3 - 1 |
| Municipal Grecia   | 0 - 0 | 1 - 1 | 1 - 1 | 1 - 1 | 0 - 4 | 3 - 4 | 0 - 0 |       | 0 - 1 | 4 - 0 | 2 - 1 | 2 - 1 |
| Pérez Zeledón      | 2 - 0 | 2 - 1 | 0 - 2 | 2 - 3 | 1 - 5 | 3 - 1 | 1 - 3 | 1 - 1 |       | 1 - 0 | 1 - 1 | 0 - 1 |
| Puntarenas F. C    | 0 - 1 | 1 - 1 | 2 - 0 | 1 - 2 | 3 - 2 | 1 - 2 | 1 - 0 | 3 - 0 | 1 - 2 |       | 1 - 1 | 1 - 2 |
| Santos de Guápiles | 1 - 1 | 1 - 0 | 0 - 2 | 2 - 1 | 0 - 0 | 1 - 3 | 1 - 5 | 2 - 1 | 2 - 3 | 1 - 0 |       | 2 - 0 |
| Sporting F. C.     | 1 - 1 | 2 - 0 | 2 - 1 | 1 - 0 | 0 - 0 | 2 - 0 | 2 - 0 | 4 - 3 | 2 - 1 | 2 - 2 | 1 - 1 |       |

|  | Victoria del equipo local     |
|  | Empate                        |
|  | Victoria del equipo visitante |

## Tabla general

### Acumulada de la temporada
| Pos. | Equipo             | Pts. | PJ | G  | E  | P  | GF | GC | Dif. |  |
| ---- | ------------------ | ---- | -- | -- | -- | -- | -- | -- | ---- |  |
| 1    | Deportivo Saprissa | 86   | 38 | 26 | 8  | 4  | 76 | 26 | +50  |  |
| 2    | C. S. Herediano    | 74   | 38 | 22 | 8  | 8  | 74 | 47 | +27  |  |
| 3    | L. D. Alajuelense  | 72   | 38 | 21 | 9  | 8  | 74 | 36 | +38  |  |
| 4    | C. S. Cartaginés   | 57   | 38 | 16 | 9  | 13 | 65 | 59 | +6   |  |
| 5    | Sporting F. C.     | 56   | 38 | 15 | 11 | 12 | 60 | 54 | +6   |  |
| 6    | A. D. San Carlos   | 49   | 38 | 12 | 13 | 13 | 48 | 53 | −5   |  |
| 7    | Pérez Zeledón      | 43   | 38 | 13 | 4  | 21 | 45 | 66 | −21  |  |
| 8    | Puntarenas F. C.   | 42   | 38 | 11 | 12 | 15 | 43 | 49 | −6   |  |
| 9    | Santos de Guápiles | 39   | 38 | 9  | 12 | 17 | 44 | 61 | −17  |  |
| 10   | A. D. Guanacasteca | 37   | 38 | 9  | 10 | 19 | 35 | 56 | −21  |  |
| 11   | Municipal Grecia   | 37   | 38 | 10 | 7  | 21 | 49 | 80 | −31  |  |
| 12   | Guadalupe F. C.    | 35   | 38 | 10 | 5  | 23 | 47 | 72 | −25  |  |

 Fuente: Liga Promerica
Notas:
1. ↑  El Puntarenas F. C. perdió 3 pts por no cumplir la regla sub21 al no sumar los 1,440 minutos.[5]

|  | Copa Centroamericana 2023                                   |
|  | Campeón del Torneo Apertura 2022 y del Torneo Clausura 2023 |
|  | Descenso de categoría.                                      |

## Resultados
- El calendario de los partidos se dio a conocer el 11 de noviembre de 2022.
- Los horarios corresponden al tiempo de Costa Rica (UTC-6).

| Santos de Guápiles | 1 - 5 | L. D. Alajuelense  | Ebal Rodríguez    | 14 de enero | 19:15 | 2600 | Juan Gabriel Calderón |  |
| C. S. Herediano    | 1 - 0 | Guadalupe F. C.    | "Coyella" Fonseca | 14 de enero | 20:00 | 2000 | David Gómez           |  |
| C. S. Cartaginés   | 2 - 1 | Pérez Zeledón      | "Fello" Meza      | 15 de enero | 11:00 | 2200 | Brayan Cruz           |  |
| A. D. San Carlos   | 1 - 1 | Puntarenas F. C.   | Carlos Ugalde     | 15 de enero | 15:00 | 2100 | Benjamín Pineda       |  |
| Deportivo Saprissa | 3 - 0 | A. D. Guanacasteca | Ricardo Saprissa  | 15 de enero | 16:00 | 9000 | Ricardo Montero       |  |
| Sporting F. C.     | 4 - 3 | Municipal Grecia   | Ernesto Rohrmoser | 15 de enero | 17:30 | 700  | Pedro Navarro         |  |

| A. D. Guanacasteca | 2 - 2 | C. S. Cartaginés   | Chorotega         | 21 de enero  | 15:00 | 2800         | Keylor Herrera  |  |
| Puntarenas F. C.   | 1 - 1 | Santos de Guápiles | "Lito" Pérez      | 21 de enero  | 15:00 | 3000         | Ricardo Montero |  |
| L. D. Alajuelense  | 4 - 1 | A. D. San Carlos   | Morera Soto       | 21 de enero  | 19:00 | 7000         | Pedro Navarro   |  |
| Guadalupe F. C.    | 0 - 1 | Deportivo Saprissa | "Coyella" Fonseca | 22 de enero  | 15:00 | 2500         | Brayan Cruz     |  |
| Pérez Zeledón      | 0 - 1 | Sporting F. C.     | Municipal         | 22 de enero  | 16:00 | Espectadores | Raúl Eduarte    |  |
| Municipal Grecia   | 1 - 1 | C. S. Herediano    | Allen Riggioni    | 1 de febrero | 14:00 | Espectadores | Árbitro         |  |

| A. D. Guanacasteca | 0 - 0 | L. D. Alajuelense  | Chorotega         | 24 de enero | 15:00 | 2400         | Adrián Chinchilla |  |
| C. S. Cartaginés   | 4 - 0 | Santos de Guápiles | "Fello" Meza      | 24 de enero | 20:00 | 3000         | Árbitro           |  |
| Pérez Zeledón      | 1 - 1 | Municipal Grecia   | Municipal         | 25 de enero | 17:00 | 1100         | Árbitro           |  |
| Sporting F. C.     | 2 - 0 | Guadalupe F. C.    | Ernesto Rohrmoser | 25 de enero | 18:00 | 900          | Árbitro           |  |
| Deportivo Saprissa | 3 - 0 | Puntarenas F. C.   | Ricardo Saprissa  | 25 de enero | 20:00 | 6000         | Árbitro           |  |
| A. D. San Carlos   | 2 - 3 | C. S. Herediano    | Carlos Ugalde     | 26 de enero | 19:00 | Espectadores | Árbitro           |  |

| Santos de Guápiles | 0 - 0 | Deportivo Saprissa | Ebal Rodríguez    | 28 de enero | 19:00 | 4000         | Árbitro |  |
| C. S. Herediano    | 0 - 1 | A. D. Guanacasteca | "Coyella" Fonseca | 28 de enero | 20:00 | 2500         | Árbitro |  |
| Municipal Grecia   | 0 - 0 | A. D. San Carlos   | Allen Riggioni    | 29 de enero | 11:00 | Espectadores | Árbitro |  |
| Puntarenas F. C.   | 1 - 2 | Pérez Zeledón      | "Lito" Pérez      | 29 de enero | 15:00 | Espectadores | Árbitro |  |
| Guadalupe F. C.    | 5 - 1 | C. S. Cartaginés   | "Coyella" Fonseca | 29 de enero | 18:00 | Espectadores | Árbitro |  |
| L. D. Alajuelense  | 3 - 1 | Sporting F. C.     | Morera Soto       | 29 de enero | 18:00 | Espectadores | Árbitro |  |

| Santos de Guápiles | 2 - 1 | Municipal Grecia   | Ebal Rodríguez    | 3 de febrero | 17:30 | 2000  | Árbitro |  |
| Deportivo Saprissa | 1 - 1 | L. D. Alajuelense  | Ricardo Saprissa  | 3 de febrero | 20:00 | 18000 | Árbitro |  |
| Pérez Zeledón      | 2 - 1 | A. D. Guanacasteca | Municipal         | 4 de febrero | 17:00 | 2000  | Árbitro |  |
| Sporting F. C.     | 1 - 0 | C. S. Herediano    | Ernesto Rohrmoser | 4 de febrero | 18:00 | 3000  | Árbitro |  |
| C. S. Cartaginés   | 0 - 0 | A. D. San Carlos   | "Fello" Meza      | 5 de febrero | 11:00 | 4000  | Árbitro |  |
| Guadalupe F. C.    | 0 - 1 | Puntarenas F. C.   | "Coyella" Fonseca | 5 de febrero | 15:00 | 1200  | Árbitro |  |

| C. S. Herediano    | 2 - 1 | Santos de Guápiles | "Coyella" Fonseca | 7 de febrero | 20:00 | Espectadores | Árbitro |  |
| Municipal Grecia   | 3 - 4 | Guadalupe F. C.    | Allen Riggioni    | 8 de febrero | 11:00 | Espectadores | Árbitro |  |
| A. D. Guanacasteca | 3 - 1 | Sporting F. C.     | Chorotega         | 8 de febrero | 15:00 | Espectadores | Árbitro |  |
| L. D. Alajuelense  | 2 - 1 | Pérez Zeledón      | Morera Soto       | 8 de febrero | 20:00 | Espectadores | Árbitro |  |
| Puntarenas F. C.   | 2 - 0 | C. S. Cartaginés   | "Lito" Pérez      | 8 de febrero | 20:00 | Espectadores | Árbitro |  |
| A. D. San Carlos   | 0 - 0 | Deportivo Saprissa | Carlos Ugalde     | 9 de febrero | 20:00 | Espectadores | Árbitro |  |

| Santos de Guápiles | 2 - 3 | Pérez Zeledón      | Ebal Rodríguez    | 11 de febrero | 18:00 | Espectadores | Árbitro |  |
| C. S. Herediano    | 0 - 4 | L. D. Alajuelense  | "Coyella" Fonseca | 11 de febrero | 20:00 | Espectadores | Árbitro |  |
| Municipal Grecia   | 4 - 0 | Puntarenas F. C.   | Allen Riggioni    | 12 de febrero | 11:00 | Espectadores | Árbitro |  |
| Guadalupe F. C.    | 1 - 1 | A. D. Guanacasteca | "Coyella" Fonseca | 12 de febrero | 17:00 | Espectadores | Árbitro |  |
| Sporting F. C.     | 1 - 1 | A. D. San Carlos   | Ernesto Rohrmoser | 13 de febrero | 19:00 | Espectadores | Árbitro |  |
| Deportivo Saprissa | 1 - 0 | C. S. Cartaginés   | Nacional          | 13 de febrero | 20:00 | Espectadores | Árbitro |  |

| L. D. Alajuelense  | 5 - 0 | Municipal Grecia   | Morera Soto       | 17 de febrero | 20:00 | Espectadores | Árbitro |  |
| A. D. Guanacasteca | 1 - 1 | Puntarenas F. C.   | Chorotega         | 18 de febrero | 15:00 | Espectadores | Árbitro |  |
| Sporting F. C.     | 1 - 1 | Santos de Guápiles | Ernesto Rohrmoser | 18 de febrero | 18:00 | Espectadores | Árbitro |  |
| Pérez Zeledón      | 1 - 5 | Deportivo Saprissa | Municipal         | 18 de febrero | 20:00 | Espectadores | Árbitro |  |
| C. S. Cartaginés   | 1 - 0 | C. S. Herediano    | "Fello" Meza      | 19 de febrero | 11:00 | Espectadores | Árbitro |  |
| A. D. San Carlos   | 2 - 0 | Guadalupe F. C.    | Carlos Ugalde     | 19 de febrero | 18:00 | Espectadores | Árbitro |  |

| L. D. Alajuelense  | 3 - 2 | C. S. Cartaginés   | Morera Soto       | 21 de febrero | 20:00 | Espectadores | Árbitro |  |
| Municipal Grecia   | 1 - 1 | A. D. Guanacasteca | Allen Riggioni    | 22 de febrero | 14:00 | Espectadores | Árbitro |  |
| Santos de Guápiles | 1 - 1 | A. D. San Carlos   | Ebal Rodríguez    | 22 de febrero | 17:00 | Espectadores | Árbitro |  |
| C. S. Herediano    | 4 - 1 | Deportivo Saprissa | "Coyella" Fonseca | 22 de febrero | 20:00 | Espectadores | Árbitro |  |
| Guadalupe F. C.    | 1 - 1 | Pérez Zeledón      | "Coyella" Fonseca | 23 de febrero | 15:00 | Espectadores | Árbitro |  |
| Puntarenas F. C.   | 1 - 2 | Sporting F. C.     | "Lito" Pérez      | 23 de febrero | 19:00 | Espectadores | Árbitro |  |

| A. D. Guanacasteca | 1 - 0 | A. D. San Carlos   | Chorotega         | 25 de febrero | 15:00 | Espectadores | Árbitro |  |
| C. S. Cartaginés   | 2 - 0 | Municipal Grecia   | "Fello" Meza      | 26 de febrero | 11:00 | Espectadores | Árbitro |  |
| Guadalupe F. C.    | 1 - 3 | Santos de Guápiles | "Coyella" Fonseca | 26 de febrero | 15:00 | Espectadores | Árbitro |  |
| Deportivo Saprissa | 2 - 1 | Sporting F. C.     | Ricardo Saprissa  | 26 de febrero | 16:00 | Espectadores | Árbitro |  |
| Puntarenas F. C.   | 1 - 0 | L. D. Alajuelense  | "Lito" Pérez      | 26 de febrero | 17:15 | Espectadores | Árbitro |  |
| Pérez Zeledón      | 2 - 3 | C. S. Herediano    | Municipal         | 27 de febrero | 19:00 | Espectadores | Árbitro |  |

| L. D. Alajuelense  | 4 - 0 | Guadalupe F. C.    | Morera Soto       | 3 de marzo | 20:00 | Espectadores | Árbitro |  |
| Sporting F. C.     | 2 - 1 | C. S. Cartaginés   | Ernesto Rohrmoser | 4 de marzo | 17:00 | Espectadores | Árbitro |  |
| C. S. Herediano    | 1 - 0 | Puntarenas F. C.   | "Coyella" Fonseca | 4 de marzo | 20:00 | Espectadores | Árbitro |  |
| Municipal Grecia   | 0 - 4 | Deportivo Saprissa | Allen Riggioni    | 5 de marzo | 11:00 | Espectadores | Árbitro |  |
| Santos de Guápiles | 1 - 0 | A. D. Guanacasteca | Ebal Rodríguez    | 5 de marzo | 16:00 | Espectadores | Árbitro |  |
| A. D. San Carlos   | 1 - 0 | Pérez Zeledón      | Carlos Ugalde     | 6 de marzo | 19:00 | Espectadores | Árbitro |  |

| Municipal Grecia   | 2 - 1 | Sporting F. C.     | Allen Riggioni    | 11 de marzo | 11:00 | Espectadores | Árbitro |  |
| Pérez Zeledón      | 0 - 2 | C. S. Cartaginés   | Municipal         | 11 de marzo | 19:00 | Espectadores | Árbitro |  |
| Puntarenas F. C.   | 0 - 1 | A. D. San Carlos   | "Lito" Pérez      | 11 de marzo | 20:00 | Espectadores | Árbitro |  |
| A. D. Guanacasteca | 2 - 3 | Deportivo Saprissa | Chorotega         | 12 de marzo | 15:00 | Espectadores | Árbitro |  |
| L. D. Alajuelense  | 0 - 2 | Santos de Guápiles | Morera Soto       | 12 de marzo | 17:30 | Espectadores | Árbitro |  |
| Guadalupe F. C.    | 0 - 4 | C. S. Herediano    | "Coyella" Fonseca | 12 de marzo | 18:30 | Espectadores | Árbitro |  |

| Sporting F. C.     | 2 - 1 | Pérez Zeledón      | Ernesto Rohrmoser | 17 de marzo | 20:00 | Espectadores | Árbitro |  |
| C. S. Herediano    | 3 - 0 | Municipal Grecia   | "Coyella" Fonseca | 18 de marzo | 20:00 | Espectadores | Árbitro |  |
| C. S. Cartaginés   | 4 - 1 | A. D. Guanacasteca | "Fello" Meza      | 19 de marzo | 11:00 | Espectadores | Árbitro |  |
| A. D. San Carlos   | 2 - 2 | L. D. Alajuelense  | Carlos Ugalde     | 19 de marzo | 15:00 | Espectadores | Árbitro |  |
| Deportivo Saprissa | 2 - 1 | Guadalupe F. C.    | Ricardo Saprissa  | 19 de marzo | 16:00 | Espectadores | Árbitro |  |
| Santos de Guápiles | 1 - 0 | Puntarenas F. C.   | Ebal Rodríguez    | 19 de marzo | 18:00 | Espectadores | Árbitro |  |

| Guadalupe F. C.    | 1 - 1 | Sporting F. C.     | "Coyella" Fonseca | 24 de marzo | 17:30 | Espectadores | Árbitro |  |
| Puntarenas F. C.   | 3 - 2 | Deportivo Saprissa | "Lito" Pérez      | 24 de marzo | 20:00 | Espectadores | Árbitro |  |
| L. D. Alajuelense  | 2 - 0 | A. D. Guanacasteca | Morera Soto       | 24 de marzo | 20:00 | Espectadores | Árbitro |  |
| Municipal Grecia   | 0 - 1 | Pérez Zeledón      | Allen Riggioni    | 25 de marzo | 15:00 | Espectadores | Árbitro |  |
| C. S. Herediano    | 4 - 2 | A. D. San Carlos   | "Coyella" Fonseca | 25 de marzo | 20:00 | Espectadores | Árbitro |  |
| Santos de Guápiles | 0 - 2 | C. S. Cartaginés   | Ebal Rodríguez    | 26 de marzo | 16:00 | Espectadores | Árbitro |  |

| A. D. Guanacasteca | 4 - 0 | C. S. Herediano    | Chorotega         | 28 de marzo | 15:00 | Espectadores | Árbitro |  |
| Pérez Zeledón      | 1 - 0 | Puntarenas F. C.   | Municipal         | 29 de marzo | 17:30 | Espectadores | Árbitro |  |
| Sporting F. C.     | 2 - 0 | L. D. Alajuelense  | Ernesto Rohrmoser | 29 de marzo | 20:00 | Espectadores | Árbitro |  |
| Deportivo Saprissa | 1 - 0 | Santos de Guápiles | Ricardo Saprissa  | 29 de marzo | 20:00 | Espectadores | Árbitro |  |
| C. S. Cartaginés   | 3 - 2 | Guadalupe F. C.    | "Fello" Meza      | 30 de marzo | 20:00 | Espectadores | Árbitro |  |
| A. D. San Carlos   | 3 - 0 | Municipal Grecia   | Carlos Ugalde     | 30 de marzo | 20:00 | Espectadores | Árbitro |  |

| A. D. Guanacasteca | 2 - 1 | Pérez Zeledón      | Chorotega         | 1 de abril | 15:00 | Espectadores | Árbitro |  |
| C. S. Herediano    | 1 - 1 | Sporting F. C.     | "Coyella" Fonseca | 1 de abril | 20:00 | Espectadores | Árbitro |  |
| L. D. Alajuelense  | 0 - 2 | Deportivo Saprissa | Morera Soto       | 2 de abril | 17:00 | Espectadores | Árbitro |  |
| A. D. San Carlos   | 2 - 4 | C. S. Cartaginés   | Carlos Ugalde     | 2 de abril | 19:00 | Espectadores | Árbitro |  |
| Municipal Grecia   | 2 - 1 | Santos de Guápiles | Allen Riggioni    | 3 de abril | 14:00 | Espectadores | Árbitro |  |
| Puntarenas F. C.   | 1 - 2 | Guadalupe F. C.    | "Lito" Pérez      | 3 de abril | 19:30 | Espectadores | Árbitro |  |

| Sporting F. C.     | 2 - 0 | A. D. Guanacasteca | Ernesto Rohrmoser | 8 de abril  | 18:00 | Espectadores | Árbitro |  |
| Pérez Zeledón      | 1 - 3 | L. D. Alajuelense  | Municipal         | 8 de abril  | 20:00 | Espectadores | Árbitro |  |
| C. S. Cartaginés   | 2 - 1 | Puntarenas F. C.   | "Fello" Meza      | 9 de abril  | 11:00 | Espectadores | Árbitro |  |
| Santos de Guápiles | 2 - 1 | C. S. Herediano    | Ebal Rodríguez    | 9 de abril  | 15:00 | Espectadores | Árbitro |  |
| Deportivo Saprissa | 2 - 1 | A. D. San Carlos   | Ricardo Saprissa  | 9 de abril  | 16:00 | Espectadores | Árbitro |  |
| Guadalupe F. C.    | 1 - 1 | Municipal Grecia   | "Coyella" Fonseca | 10 de abril | 19:00 | Espectadores | Árbitro |  |

| A. D. San Carlos   | 1 - 1 | Sporting F. C.     | Carlos Ugalde | 14 de abril | 19:00 | Espectadores | Árbitro |  |
| Pérez Zeledón      | 1 - 1 | Santos de Guápiles | Municipal     | 14 de abril | 19:00 | Espectadores | Árbitro |  |
| Puntarenas F. C.   | 3 - 0 | Municipal Grecia   | "Lito" Pérez  | 15 de abril | 16:00 | Espectadores | Árbitro |  |
| C. S. Cartaginés   | 1 - 1 | Deportivo Saprissa | "Fello" Meza  | 15 de abril | 16:00 | Espectadores | Árbitro |  |
| A. D. Guanacasteca | 2 - 0 | Guadalupe F. C.    | Chorotega     | 16 de abril | 15:00 | Espectadores | Árbitro |  |
| L. D. Alajuelense  | 1 - 1 | C. S. Herediano    | "Fello" Meza  | 16 de abril | 17:30 | Espectadores | Árbitro |  |

| Santos de Guápiles | 2 - 0 | Sporting F. C.     | Ebal Rodríguez    | 18 de abril | 18:00 | Espectadores | Árbitro |  |
| Municipal Grecia   | 0 - 0 | L. D. Alajuelense  | Allen Riggioni    | 19 de abril | 14:00 | Espectadores | Árbitro |  |
| Guadalupe F. C.    | 2 - 3 | A. D. San Carlos   | "Coyella" Fonseca | 19 de abril | 17:00 | Espectadores | Árbitro |  |
| Puntarenas F. C.   | 1 - 1 | A. D. Guanacasteca | "Lito" Pérez      | 19 de abril | 19:30 | Espectadores | Árbitro |  |
| Deportivo Saprissa | 7 - 0 | Pérez Zeledón      | Ricardo Saprissa  | 19 de abril | 20:00 | Espectadores | Árbitro |  |
| C. S. Herediano    | 1 - 3 | C. S. Cartaginés   | "Coyella" Fonseca | 20 de abril | 20:00 | Espectadores | Árbitro |  |

| A. D. Guanacasteca | 2 - 0 | Municipal Grecia   | Chorotega         | 22 de abril | 15:00 | Espectadores | Árbitro |  |
| Sporting F. C.     | 2 - 2 | Puntarenas F. C.   | Ernesto Rohrmoser | 22 de abril | 18:00 | Espectadores | Árbitro |  |
| Pérez Zeledón      | 3 - 1 | Guadalupe F. C.    | Municipal         | 22 de abril | 19:00 | Espectadores | Árbitro |  |
| A. D. San Carlos   | 3 - 2 | Santos de Guápiles | Carlos Ugalde     | 22 de abril | 20:15 | Espectadores | Árbitro |  |
| Deportivo Saprissa | 2 - 0 | C. S. Herediano    | Ricardo Saprissa  | 23 de abril | 16:00 | Espectadores | Árbitro |  |
| C. S. Cartaginés   | 0 - 5 | L. D. Alajuelense  | Nacional          | 24 de abril | 20:00 | Espectadores | Árbitro |  |

| A. D. San Carlos   | 2 - 0 | A. D. Guanacasteca | Carlos Ugalde     | 28 de abril | 19:00 | Espectadores     | Árbitro |  |
| Santos de Guápiles | 1 - 3 | Guadalupe F. C.    | Ebal Rodríguez    | 29 de abril | 17:40 | Espectadores     | Árbitro |  |
| C. S. Herediano    | 3 - 1 | Pérez Zeledón      | "Coyella" Fonseca | 29 de abril | 20:00 | Espectadores     | Árbitro |  |
| Sporting F. C.     | 0 - 0 | Deportivo Saprissa | Ernesto Rohrmoser | 29 de abril | 20:00 | Espectadores     | Árbitro |  |
| Municipal Grecia   | 1 - 1 | C. S. Cartaginés   | Rafael Bolaños    | 30 de abril | 15:00 | Sin Espectadores | Árbitro |  |
| L. D. Alajuelense  | 4 - 0 | Puntarenas F. C.   | Morera Soto       | 30 de abril | 17:15 | Espectadores     | Árbitro |  |

| Pérez Zeledón      | 2 - 0 | A. D. San Carlos   | Municipal         | 6 de mayo | 17:30 | Espectadores     | Árbitro |                 |
| Deportivo Saprissa | 5 - 1 | Municipal Grecia   | Ricardo Saprissa  | 6 de mayo | 20:00 | Espectadores     | Árbitro |                 |
| C. S. Cartaginés   | 3 - 2 | Sporting F. C.     | "Fello" Meza      | 7 de mayo | 15:00 | Espectadores     | Árbitro |                 |
| A. D. Guanacasteca | 0 - 0 | Santos de Guápiles | Chorotega         | 7 de mayo | 15:00 | Espectadores     | Árbitro |                 |
| Guadalupe F. C.    | 3 - 2 | L. D. Alajuelense  | "Coyella" Fonseca | 7 de mayo | 15:00 | Espectadores     | Árbitro | Sin transmisión |
| Puntarenas F. C.   | 1 - 2 | C. S. Herediano    | "Lito" Pérez      | 7 de mayo | 15:00 | Sin Espectadores | Árbitro |                 |

## Fase final

### Cuadro de desarrollo
|  | Semifinales                                    | Semifinales                                    | Semifinales                                    | Semifinales                                    | Semifinales                                    |   |    | Final                                | Final                                | Final                                | Final                                | Final                                |  |    | Gran final                           | Gran final                           | Gran final                           | Gran final                           | Gran final                           |  |
|  | 10 y 11 de mayo (ida) 13 y 14 de mayo (vuelta) | 10 y 11 de mayo (ida) 13 y 14 de mayo (vuelta) | 10 y 11 de mayo (ida) 13 y 14 de mayo (vuelta) | 10 y 11 de mayo (ida) 13 y 14 de mayo (vuelta) | 10 y 11 de mayo (ida) 13 y 14 de mayo (vuelta) |   |    | 18 de mayo (ida) 21 de mayo (vuelta) | 18 de mayo (ida) 21 de mayo (vuelta) | 18 de mayo (ida) 21 de mayo (vuelta) | 18 de mayo (ida) 21 de mayo (vuelta) | 18 de mayo (ida) 21 de mayo (vuelta) |  |    | 25 de mayo (ida) 28 de mayo (vuelta) | 25 de mayo (ida) 28 de mayo (vuelta) | 25 de mayo (ida) 28 de mayo (vuelta) | 25 de mayo (ida) 28 de mayo (vuelta) | 25 de mayo (ida) 28 de mayo (vuelta) |  |
|  |                                                |                                                |                                                |                                                |                                                |   |    |                                      |                                      |                                      |                                      |                                      |  |    |                                      |                                      |                                      |                                      |                                      |  |
|  |                                                |                                                |                                                |                                                |                                                |   |    |                                      |                                      |                                      |                                      |                                      |  |    |                                      |                                      |                                      |                                      |                                      |  |
|  | 1                                              | Deportivo Saprissa                             | 2                                              | 2                                              | 4                                              |   |    |                                      |                                      |                                      |                                      |                                      |  |    |                                      |                                      |                                      |                                      |                                      |  |
|  | 1                                              | Deportivo Saprissa                             | 2                                              | 2                                              | 4                                              |   |    |                                      |                                      |                                      |                                      |                                      |  |    |                                      |                                      |                                      |                                      |                                      |  |
|  | 4                                              | C. S. Herediano                                | 1                                              | 0                                              | 1                                              |   |    |                                      |                                      |                                      |                                      |                                      |  |    |                                      |                                      |                                      |                                      |                                      |  |
|  | 4                                              | C. S. Herediano                                | 1                                              | 0                                              | 1                                              |   | F2 | Deportivo Saprissa                   | 0                                    | 1                                    | 1                                    |                                      |  |    |                                      |                                      |                                      |                                      |                                      |  |
|  |                                                |                                                |                                                |                                                |                                                |   | F2 | Deportivo Saprissa                   | 0                                    | 1                                    | 1                                    |                                      |  |    |                                      |                                      |                                      |                                      |                                      |  |
|  |                                                |                                                | F1                                             | L. D. Alajuelense                              | 3                                              | 0 | 3  |                                      |                                      |                                      |                                      |                                      |  |    |                                      |                                      |                                      |                                      |                                      |  |
|  | 2                                              | L. D. Alajuelense                              | F1                                             | L. D. Alajuelense                              | 3                                              | 0 | 3  | 2                                    | 3                                    | 5                                    |                                      |                                      |  |    |                                      |                                      |                                      |                                      |                                      |  |
|  | 2                                              | L. D. Alajuelense                              |                                                |                                                |                                                |   |    |                                      |                                      | 5                                    |                                      |                                      |  |    |                                      |                                      |                                      |                                      |                                      |  |
|  | 3                                              | C. S. Cartaginés                               | 2                                              | 0                                              | 2                                              |   |    |                                      |                                      |                                      |                                      |                                      |  |    |                                      |                                      |                                      |                                      |                                      |  |
|  | 3                                              | C. S. Cartaginés                               | 2                                              | 0                                              | 2                                              |   |    |                                      |                                      |                                      |                                      |                                      |  | F2 | Deportivo Saprissa                   | 0                                    | 3                                    | 3                                    |                                      |  |
|  |                                                |                                                |                                                |                                                |                                                |   |    |                                      |                                      |                                      |                                      |                                      |  | F2 | Deportivo Saprissa                   | 0                                    | 3                                    | 3                                    |                                      |  |
|  |                                                |                                                | F1                                             | L. D. Alajuelense                              | 1                                              | 1 | 2  |                                      |                                      |                                      |                                      |                                      |  |    |                                      |                                      |                                      |                                      |                                      |  |
|  |                                                |                                                | F1                                             | L. D. Alajuelense                              | 1                                              | 1 | 2  |                                      |                                      |                                      |                                      |                                      |  |    |                                      |                                      |                                      |                                      |                                      |  |
|  |                                                |                                                |                                                |                                                |                                                |   |    |                                      |                                      |                                      |                                      |                                      |  |    |                                      |                                      |                                      |                                      |                                      |  |
|  |                                                |                                                |                                                |                                                |                                                |   |    |                                      |                                      |                                      |                                      |                                      |  |    |                                      |                                      |                                      |                                      |                                      |  |
|  |                                                |                                                |                                                |                                                |                                                |   |    |                                      |                                      |                                      |                                      |                                      |  |    |                                      |                                      |                                      |                                      |                                      |  |
|  |                                                |                                                |                                                |                                                |                                                |   |    |                                      |                                      |                                      |                                      |                                      |  |    |                                      |                                      |                                      |                                      |                                      |  |
|  |                                                |                                                |                                                |                                                |                                                |   |    |                                      |                                      |                                      |                                      |                                      |  |    |                                      |                                      |                                      |                                      |                                      |  |
|  |                                                |                                                |                                                |                                                |                                                |   |    |                                      |                                      |                                      |                                      |                                      |  |    |                                      |                                      |                                      |                                      |                                      |  |
|  |                                                |                                                |                                                |                                                |                                                |   |    |                                      |                                      |                                      |                                      |                                      |  |    |                                      |                                      |                                      |                                      |                                      |  |
|  |                                                |                                                |                                                |                                                |                                                |   |    |                                      |                                      |                                      |                                      |                                      |  |    |                                      |                                      |                                      |                                      |                                      |  |
|  |                                                |                                                |                                                |                                                |                                                |   |    |                                      |                                      |                                      |                                      |                                      |  |    |                                      |                                      |                                      |                                      |                                      |  |
|  |                                                |                                                |                                                |                                                |                                                |   |    |                                      |                                      |                                      |                                      |                                      |  |    |                                      |                                      |                                      |                                      |                                      |  |

### Semifinales

#### Saprissa - Herediano
| 11 de mayo de 2023; 20:00 | C. S. Herediano             | 1:2 (0:2) | Deportivo Saprissa                       | "Coyella" Fonseca, Guadalupe, San José                      |                                                             |
|                           | José de Jesús Godínez 57' · |           | Luis Paradela 14' · Orlando Sinclair 22' | Asistencia: 5000 espectadores Árbitro(s): Adrián Chinchilla | Asistencia: 5000 espectadores Árbitro(s): Adrián Chinchilla |

| 14 de mayo de 2023; 16:00 | Deportivo Saprissa                           | 2:0 (2:0) (Global 4:1) | C. S. Herediano | Ricardo Saprissa, Tibás, San José |                           |
|                           | Warren Madrigal 18' · Orlando Sinclair 38' · |                        |                 | Árbitro(s): Pedro Navarro         | Árbitro(s): Pedro Navarro |

#### LD Alajuelense - Cartaginés
| 10 de mayo de 2023; 20:00 | C. S. Cartaginés                   | 2:2 (1:2) | L. D. Alajuelense   | "Fello" Meza, Cartago                                           |                                                                 |
|                           | Marcel Hernández 18', 85' (pen.) · | Reporte   | Carlos Mora 6', 23' | Asistencia: 7000 espectadores Árbitro(s): Juan Gabriel Calderón | Asistencia: 7000 espectadores Árbitro(s): Juan Gabriel Calderón |

| 13 de mayo de 2023; 20:00 | L. D. Alajuelense                           | 3:0 (0:0) (Global 5:2) | C. S. Cartaginés | Morera Soto, Alajuela                                |                                                      |
|                           | Aarón Suárez 57', 85' · Suhander Zúñiga 60' |                        |                  | Asistencia: 17000 espectadores Árbitro(s): Hugo Cruz | Asistencia: 17000 espectadores Árbitro(s): Hugo Cruz |

### Final II Fase

#### Saprissa - LD Alajuelense
| 18 de mayo de 2023; 20:00 | L. D. Alajuelense                                    | 3:0 (0:0) | Deportivo Saprissa | Morera Soto, Alajuela                                        |                                                              |
|                           | Pablo Arboine 57' · Alex López 60' · Carlos Mora 83' |           |                    | Asistencia: 17000 espectadores Árbitro(s): Adrián Chinchilla | Asistencia: 17000 espectadores Árbitro(s): Adrián Chinchilla |

| 21 de mayo de 2023; 18:00 | Deportivo Saprissa  | 1:0 (1:0) (Global 1:3) | L. D. Alajuelense | Ricardo Saprissa, Tibás, San José                         |                                                           |
|                           | Mariano Torres 7' · |                        |                   | Asistencia: 18.000 espectadores Árbitro(s): Pedro Navarro | Asistencia: 18.000 espectadores Árbitro(s): Pedro Navarro |

### Gran Final

#### Saprissa - LD Alajuelense
| 25 de mayo de 2023; 20:00 | L. D. Alajuelense | 1:0 (1:0) | Deportivo Saprissa | Morera Soto, Alajuela                                 |                                                       |
|                           | Carlos Mora 44'   |           |                    | Asistencia: 19.000 espectadores Árbitro(s): Hugo Cruz | Asistencia: 19.000 espectadores Árbitro(s): Hugo Cruz |

| 28 de mayo de 2023; 18:00 | Deportivo Saprissa                                           | 3:1 (3:0) (Global 3:2) | L. D. Alajuelense      | Ricardo Saprissa, Tibás, San José                         |                                                           |
|                           | Warren Madrigal 19' · Javon East 25' · Luis Paradela 45+2' · |                        | Celso Borges 75' (pen) | Asistencia: 21.000 espectadores Árbitro(s): Pedro Navarro | Asistencia: 21.000 espectadores Árbitro(s): Pedro Navarro |

#### Final - ida
| 23    | POR   | Leonel Moreira     |     |
| 2     | DEF   | Carlos Martínez    |     |
| 26    | DEF   | Geancarlo González |     |
| 13    | DEF   | Alexis Gamboa      |     |
| 26    | DEF   | Suhander Zúñiga    | 90' |
| 11    | MED   | Alex López         | 90' |
| 5     | MED   | Celso Borges       |     |
| 17    | MED   | Carlos Mora        | 85' |
| 10    | DEL   | Aarón Suárez       | 77' |
| 7     | DEL   | Josimar Alcócer    | 77' |
| 8     | DEL   | Johan Venegas      |     |
| D. T. | D. T. | Andrés Carevic     |     |

| 1     | POR   | Kevin Chamorro   |     |
| 21    | DEF   | Fidel Escobar    |     |
| 7     | DEF   | Jefry Valverde   |     |
| 21    | DEF   | Pablo Arboine    |     |
| 4     | DEF   | Kendall Waston   |     |
| 20    | MED   | Mariano Torres   | 86' |
| 30    | MED   | Ulises Segura    | 77' |
| 22    | MED   | Youstin Salas    |     |
| 11    | MED   | Álvaro Zamora    | 60' |
| 24    | DEL   | Orlando Sinclair | 77' |
| 23    | DEL   | Luis Paradela    | 60' |
| D. T. | D. T. | Vladimir Quesada |     |

| 9  | MED | Ángel Tejeda    | 77' |
| 99 | DEL | Freddy Góndola  | 77' |
| 19 | DEF | Juan Luis Pérez | 90' |
| 16 | DEF | Yael López      | 85' |
| 6  | MED | Dardo Miloc     | 90' |

| 9  | DEL | Javon East      | 60' |
| 26 | DEF | Ricardo Blanco  | 60' |
| 14 | DEL | Ariel Rodríguez | 77' |
| 28 | DEF | Gerald Taylor   | 77' |
| 10 | MED | Marvin Angulo   | 86' |

| 44' | Carlos Mora | 1:0 |

| 69' · 90+3' | Geancarlo González Freddy Góndola |

| 71' · 90+2' | Pablo Arboine Youstin Salas |

| Principal  | Hugo Cruz          |
| Asistentes | William Chow       |
|            | Emanuel Alvarado   |
| Cuarto     | Cristian Rodríguez |

| 23    | POR   | Leonel Moreira     |     |
| 2     | DEF   | Carlos Martínez    |     |
| 26    | DEF   | Geancarlo González |     |
| 13    | DEF   | Alexis Gamboa      |     |
| 26    | DEF   | Suhander Zúñiga    | 90' |
| 11    | MED   | Alex López         | 90' |
| 5     | MED   | Celso Borges       |     |
| 17    | MED   | Carlos Mora        | 85' |
| 10    | DEL   | Aarón Suárez       | 77' |
| 7     | DEL   | Josimar Alcócer    | 77' |
| 8     | DEL   | Johan Venegas      |     |
| D. T. | D. T. | Andrés Carevic     |     |

| 1     | POR   | Kevin Chamorro   |     |
| 21    | DEF   | Fidel Escobar    |     |
| 7     | DEF   | Jefry Valverde   |     |
| 21    | DEF   | Pablo Arboine    |     |
| 4     | DEF   | Kendall Waston   |     |
| 20    | MED   | Mariano Torres   | 86' |
| 30    | MED   | Ulises Segura    | 77' |
| 22    | MED   | Youstin Salas    |     |
| 11    | MED   | Álvaro Zamora    | 60' |
| 24    | DEL   | Orlando Sinclair | 77' |
| 23    | DEL   | Luis Paradela    | 60' |
| D. T. | D. T. | Vladimir Quesada |     |

| 9  | MED | Ángel Tejeda    | 77' |
| 99 | DEL | Freddy Góndola  | 77' |
| 19 | DEF | Juan Luis Pérez | 90' |
| 16 | DEF | Yael López      | 85' |
| 6  | MED | Dardo Miloc     | 90' |

| 9  | DEL | Javon East      | 60' |
| 26 | DEF | Ricardo Blanco  | 60' |
| 14 | DEL | Ariel Rodríguez | 77' |
| 28 | DEF | Gerald Taylor   | 77' |
| 10 | MED | Marvin Angulo   | 86' |

| 44' | Carlos Mora | 1:0 |

| 69' · 90+3' | Geancarlo González Freddy Góndola |

| 71' · 90+2' | Pablo Arboine Youstin Salas |

| Principal  | Hugo Cruz          |
| Asistentes | William Chow       |
|            | Emanuel Alvarado   |
| Cuarto     | Cristian Rodríguez |

| 23    | POR   | Leonel Moreira     |     |
| 2     | DEF   | Carlos Martínez    |     |
| 26    | DEF   | Geancarlo González |     |
| 13    | DEF   | Alexis Gamboa      |     |
| 26    | DEF   | Suhander Zúñiga    | 90' |
| 11    | MED   | Alex López         | 90' |
| 5     | MED   | Celso Borges       |     |
| 17    | MED   | Carlos Mora        | 85' |
| 10    | DEL   | Aarón Suárez       | 77' |
| 7     | DEL   | Josimar Alcócer    | 77' |
| 8     | DEL   | Johan Venegas      |     |
| D. T. | D. T. | Andrés Carevic     |     |

| 1     | POR   | Kevin Chamorro   |     |
| 21    | DEF   | Fidel Escobar    |     |
| 7     | DEF   | Jefry Valverde   |     |
| 21    | DEF   | Pablo Arboine    |     |
| 4     | DEF   | Kendall Waston   |     |
| 20    | MED   | Mariano Torres   | 86' |
| 30    | MED   | Ulises Segura    | 77' |
| 22    | MED   | Youstin Salas    |     |
| 11    | MED   | Álvaro Zamora    | 60' |
| 24    | DEL   | Orlando Sinclair | 77' |
| 23    | DEL   | Luis Paradela    | 60' |
| D. T. | D. T. | Vladimir Quesada |     |

| 9  | MED | Ángel Tejeda    | 77' |
| 99 | DEL | Freddy Góndola  | 77' |
| 19 | DEF | Juan Luis Pérez | 90' |
| 16 | DEF | Yael López      | 85' |
| 6  | MED | Dardo Miloc     | 90' |

| 9  | DEL | Javon East      | 60' |
| 26 | DEF | Ricardo Blanco  | 60' |
| 14 | DEL | Ariel Rodríguez | 77' |
| 28 | DEF | Gerald Taylor   | 77' |
| 10 | MED | Marvin Angulo   | 86' |

| 44' | Carlos Mora | 1:0 |

| 69' · 90+3' | Geancarlo González Freddy Góndola |

| 71' · 90+2' | Pablo Arboine Youstin Salas |

| Principal  | Hugo Cruz          |
| Asistentes | William Chow       |
|            | Emanuel Alvarado   |
| Cuarto     | Cristian Rodríguez |

| 23    | POR   | Leonel Moreira     |     |
| 2     | DEF   | Carlos Martínez    |     |
| 26    | DEF   | Geancarlo González |     |
| 13    | DEF   | Alexis Gamboa      |     |
| 26    | DEF   | Suhander Zúñiga    | 90' |
| 11    | MED   | Alex López         | 90' |
| 5     | MED   | Celso Borges       |     |
| 17    | MED   | Carlos Mora        | 85' |
| 10    | DEL   | Aarón Suárez       | 77' |
| 7     | DEL   | Josimar Alcócer    | 77' |
| 8     | DEL   | Johan Venegas      |     |
| D. T. | D. T. | Andrés Carevic     |     |

| 1     | POR   | Kevin Chamorro   |     |
| 21    | DEF   | Fidel Escobar    |     |
| 7     | DEF   | Jefry Valverde   |     |
| 21    | DEF   | Pablo Arboine    |     |
| 4     | DEF   | Kendall Waston   |     |
| 20    | MED   | Mariano Torres   | 86' |
| 30    | MED   | Ulises Segura    | 77' |
| 22    | MED   | Youstin Salas    |     |
| 11    | MED   | Álvaro Zamora    | 60' |
| 24    | DEL   | Orlando Sinclair | 77' |
| 23    | DEL   | Luis Paradela    | 60' |
| D. T. | D. T. | Vladimir Quesada |     |

| 9  | MED | Ángel Tejeda    | 77' |
| 99 | DEL | Freddy Góndola  | 77' |
| 19 | DEF | Juan Luis Pérez | 90' |
| 16 | DEF | Yael López      | 85' |
| 6  | MED | Dardo Miloc     | 90' |

| 9  | DEL | Javon East      | 60' |
| 26 | DEF | Ricardo Blanco  | 60' |
| 14 | DEL | Ariel Rodríguez | 77' |
| 28 | DEF | Gerald Taylor   | 77' |
| 10 | MED | Marvin Angulo   | 86' |

| 44' | Carlos Mora | 1:0 |

| 69' · 90+3' | Geancarlo González Freddy Góndola |

| 71' · 90+2' | Pablo Arboine Youstin Salas |

| Principal  | Hugo Cruz          |
| Asistentes | William Chow       |
|            | Emanuel Alvarado   |
| Cuarto     | Cristian Rodríguez |

#### Final - vuelta
| 1     | POR   | Kevin Chamorro   |     |
| 21    | DEF   | Fidel Escobar    |     |
| 7     | DEF   | Jefry Valverde   |     |
| 21    | DEF   | Pablo Arboine    |     |
| 4     | DEF   | Kendall Waston   |     |
| 30    | MED   | Ulises Segura    | 69' |
| 33    | MED   | Jaylon Hadden    |     |
| 20    | MED   | Mariano Torres   | 88' |
| 9     | DEL   | Javon East       | 69' |
| 11    | DEL   | Warren Madrigal  | 58' |
| 23    | DEL   | Luis Paradela    | 88' |
| D. T. | D. T. | Vladimir Quesada |     |

| 23    | POR   | Leonel Moreira     |     |
| 2     | DEF   | Carlos Martínez    | 52' |
| 26    | DEF   | Geancarlo González |     |
| 13    | DEF   | Alexis Gamboa      |     |
| 26    | DEF   | Suhander Zúñiga    | 64' |
| 11    | MED   | Alex López         |     |
| 5     | MED   | Celso Borges       |     |
| 17    | MED   | Carlos Mora        |     |
| 10    | MED   | Aarón Suárez       |     |
| 7     | DEL   | Josimar Alcócer    | 64' |
| 8     | DEL   | Johan Venegas      |     |
| D. T. | D. T. | Andrés Carevic     |     |

| 12 | DEF | Ricardo Blanco   | 58' |
| 24 | DEL | Orlando Sinclair | 69' |
| 28 | DEF | Gerald Taylor    | 69' |
| 14 | DEL | Ariel Rodríguez  | 88' |
| 30 | MED | Álvaro Zamora    | 88' |

| 99 | DEL | Freddy Góndola | 52' |
| 9  | DEL | Ángel Tejeda   | 64' |
| 16 | DEF | Yael López     | 64' |

| 19' · 25' · 45+2' | Warren Madrigal Javon East Luis Paradela | 1:0 2:0 3:0 |

| 75' | Celso Borges | 3:1 |

| 75' · 83' · | Mariano Torres Luis Paradela |

| Principal  | Pedro Navarro         |
| Asistentes | Juan Carlos Mora      |
|            | Juan Carlos Fernández |
| Cuarto     | Ricardo Montero       |

| 1     | POR   | Kevin Chamorro   |     |
| 21    | DEF   | Fidel Escobar    |     |
| 7     | DEF   | Jefry Valverde   |     |
| 21    | DEF   | Pablo Arboine    |     |
| 4     | DEF   | Kendall Waston   |     |
| 30    | MED   | Ulises Segura    | 69' |
| 33    | MED   | Jaylon Hadden    |     |
| 20    | MED   | Mariano Torres   | 88' |
| 9     | DEL   | Javon East       | 69' |
| 11    | DEL   | Warren Madrigal  | 58' |
| 23    | DEL   | Luis Paradela    | 88' |
| D. T. | D. T. | Vladimir Quesada |     |

| 23    | POR   | Leonel Moreira     |     |
| 2     | DEF   | Carlos Martínez    | 52' |
| 26    | DEF   | Geancarlo González |     |
| 13    | DEF   | Alexis Gamboa      |     |
| 26    | DEF   | Suhander Zúñiga    | 64' |
| 11    | MED   | Alex López         |     |
| 5     | MED   | Celso Borges       |     |
| 17    | MED   | Carlos Mora        |     |
| 10    | MED   | Aarón Suárez       |     |
| 7     | DEL   | Josimar Alcócer    | 64' |
| 8     | DEL   | Johan Venegas      |     |
| D. T. | D. T. | Andrés Carevic     |     |

| 12 | DEF | Ricardo Blanco   | 58' |
| 24 | DEL | Orlando Sinclair | 69' |
| 28 | DEF | Gerald Taylor    | 69' |
| 14 | DEL | Ariel Rodríguez  | 88' |
| 30 | MED | Álvaro Zamora    | 88' |

| 99 | DEL | Freddy Góndola | 52' |
| 9  | DEL | Ángel Tejeda   | 64' |
| 16 | DEF | Yael López     | 64' |

| 19' · 25' · 45+2' | Warren Madrigal Javon East Luis Paradela | 1:0 2:0 3:0 |

| 75' | Celso Borges | 3:1 |

| 75' · 83' · | Mariano Torres Luis Paradela |

| Principal  | Pedro Navarro         |
| Asistentes | Juan Carlos Mora      |
|            | Juan Carlos Fernández |
| Cuarto     | Ricardo Montero       |

| 1     | POR   | Kevin Chamorro   |     |
| 21    | DEF   | Fidel Escobar    |     |
| 7     | DEF   | Jefry Valverde   |     |
| 21    | DEF   | Pablo Arboine    |     |
| 4     | DEF   | Kendall Waston   |     |
| 30    | MED   | Ulises Segura    | 69' |
| 33    | MED   | Jaylon Hadden    |     |
| 20    | MED   | Mariano Torres   | 88' |
| 9     | DEL   | Javon East       | 69' |
| 11    | DEL   | Warren Madrigal  | 58' |
| 23    | DEL   | Luis Paradela    | 88' |
| D. T. | D. T. | Vladimir Quesada |     |

| 23    | POR   | Leonel Moreira     |     |
| 2     | DEF   | Carlos Martínez    | 52' |
| 26    | DEF   | Geancarlo González |     |
| 13    | DEF   | Alexis Gamboa      |     |
| 26    | DEF   | Suhander Zúñiga    | 64' |
| 11    | MED   | Alex López         |     |
| 5     | MED   | Celso Borges       |     |
| 17    | MED   | Carlos Mora        |     |
| 10    | MED   | Aarón Suárez       |     |
| 7     | DEL   | Josimar Alcócer    | 64' |
| 8     | DEL   | Johan Venegas      |     |
| D. T. | D. T. | Andrés Carevic     |     |

| 12 | DEF | Ricardo Blanco   | 58' |
| 24 | DEL | Orlando Sinclair | 69' |
| 28 | DEF | Gerald Taylor    | 69' |
| 14 | DEL | Ariel Rodríguez  | 88' |
| 30 | MED | Álvaro Zamora    | 88' |

| 99 | DEL | Freddy Góndola | 52' |
| 9  | DEL | Ángel Tejeda   | 64' |
| 16 | DEF | Yael López     | 64' |

| 19' · 25' · 45+2' | Warren Madrigal Javon East Luis Paradela | 1:0 2:0 3:0 |

| 75' | Celso Borges | 3:1 |

| 75' · 83' · | Mariano Torres Luis Paradela |

| Principal  | Pedro Navarro         |
| Asistentes | Juan Carlos Mora      |
|            | Juan Carlos Fernández |
| Cuarto     | Ricardo Montero       |

| 1     | POR   | Kevin Chamorro   |     |
| 21    | DEF   | Fidel Escobar    |     |
| 7     | DEF   | Jefry Valverde   |     |
| 21    | DEF   | Pablo Arboine    |     |
| 4     | DEF   | Kendall Waston   |     |
| 30    | MED   | Ulises Segura    | 69' |
| 33    | MED   | Jaylon Hadden    |     |
| 20    | MED   | Mariano Torres   | 88' |
| 9     | DEL   | Javon East       | 69' |
| 11    | DEL   | Warren Madrigal  | 58' |
| 23    | DEL   | Luis Paradela    | 88' |
| D. T. | D. T. | Vladimir Quesada |     |

| 23    | POR   | Leonel Moreira     |     |
| 2     | DEF   | Carlos Martínez    | 52' |
| 26    | DEF   | Geancarlo González |     |
| 13    | DEF   | Alexis Gamboa      |     |
| 26    | DEF   | Suhander Zúñiga    | 64' |
| 11    | MED   | Alex López         |     |
| 5     | MED   | Celso Borges       |     |
| 17    | MED   | Carlos Mora        |     |
| 10    | MED   | Aarón Suárez       |     |
| 7     | DEL   | Josimar Alcócer    | 64' |
| 8     | DEL   | Johan Venegas      |     |
| D. T. | D. T. | Andrés Carevic     |     |

| 12 | DEF | Ricardo Blanco   | 58' |
| 24 | DEL | Orlando Sinclair | 69' |
| 28 | DEF | Gerald Taylor    | 69' |
| 14 | DEL | Ariel Rodríguez  | 88' |
| 30 | MED | Álvaro Zamora    | 88' |

| 99 | DEL | Freddy Góndola | 52' |
| 9  | DEL | Ángel Tejeda   | 64' |
| 16 | DEF | Yael López     | 64' |

| 19' · 25' · 45+2' | Warren Madrigal Javon East Luis Paradela | 1:0 2:0 3:0 |

| 75' | Celso Borges | 3:1 |

| 75' · 83' · | Mariano Torres Luis Paradela |

| Principal  | Pedro Navarro         |
| Asistentes | Juan Carlos Mora      |
|            | Juan Carlos Fernández |
| Cuarto     | Ricardo Montero       |

|                  |
| Campeón Saprissa |
| 38.to título     |

## Estadísticas

### Máximos goleadores
Lista con los máximos goleadores de la competencia.
| Núm. | Pos.           | Jugador           | Equipo             | Goles |
| ---- | -------------- | ----------------- | ------------------ | ----- |
| 1.º  | Delantero      | Johan Venegas     | L.D Alajuelense    | 16    |
| 2.º  | Delantero      | Marcel Hernández  | C.S Cartaginés     | 15    |
| 3.º  | Centrocampista | Aarón Suárez      | L.D Alajuelense    | 10    |
| 4.º  | Delantero      | Warren Madrigal   | Deportivo Saprissa | 9     |
| 5.º  | Delantero      | Andy Reyes        | Guadalupe F.C      | 8     |
| 5.º  | Delantero      | Anthony Contreras | C.S Herediano      | 8     |
| 5.º  | Centrocampista | Anthony López     | Sporting F. C.     | 8     |
| 5.º  | Delantero      | Carlos Mora       | L.D Alajuelense    | 8     |
| 5.º  | Delantero      | Jonathan McDonald | A.D San Carlos     | 8     |
| 5.º  | Delantero      | Orlando Sinclair  | Deportivo Saprissa | 8     |

### Tripletes o más
| Fecha         | Jugador          | Goles              | Local              |  | Resultado |  | Visitante         | Jornada |
| ------------- | ---------------- | ------------------ | ------------------ |  | --------- |  | ----------------- | ------- |
| 21 de enero   | Aarón Suárez     | 12' 53' 59' (pen.) | L. D. Alajuelense  |  | 4 - 1     |  | A. D. San Carlos  | 2       |
| 17 de febrero | Johan Venegas    | 12' 17' 57'        | L. D. Alajuelense  |  | 5 - 0     |  | Municipal Grecia  | 8       |
| 6 de mayo     | Orlando Sinclair | 18' 78' 80'        | Deportivo Saprissa |  | 5 - 1     |  | Municipal Grecia  | 22      |
| 7 de mayo     | Andy Reyes       | 20' 39' 77'        | Guadalupe F. C.    |  | 3 - 2     |  | L. D. Alajuelense | 22      |

### Autogoles
| Fecha         | Jugador             | Minuto | Local             |  | Resultado |  | Visitante          | Jornada           |
| ------------- | ------------------- | ------ | ----------------- |  | --------- |  | ------------------ | ----------------- |
| 26 de enero   | Aarón Salazar       | 21'    | A. D. San Carlos  |  | 2 - 3     |  | C. S. Herediano    | 3                 |
| 29 de enero   | Kevin Espinoza      | 56'    | Guadalupe F. C.   |  | 5 - 1     |  | C. S. Cartaginés   | 4                 |
| 29 de enero   | Kevin Fajardo       | 26'    | L. D. Alajuelense |  | 3 - 1     |  | Sporting F. C.     | 4                 |
| 17 de febrero | Jean Carlo Sánchez  | 67'    | L. D. Alajuelense |  | 5 - 0     |  | Municipal Grecia   | 8                 |
| 18 de febrero | Ismael Morales      | 36'    | Pérez Zeledón     |  | 1 - 5     |  | Deportivo Saprissa | 8                 |
| 29 de marzo   | Asdrúbal Gibbons    | 51'    | Pérez Zeledón     |  | 1 - 0     |  | Puntarenas F. C.   | 15                |
| 30 de marzo   | Lautaro Ayala       | 30'    | C. S. Cartaginés  |  | 3 - 2     |  | Guadalupe F. C.    | 15                |
| 3 de abril    | Luis José Hernández | 45+4'  | Municipal Grecia  |  | 2 - 1     |  | Santos de Guápiles | 16                |
| 7 de mayo     | Kevin Fajardo       | 79'    | C. S. Cartaginés  |  | 3 - 2     |  | Sporting F. C.     | 22                |
| 18 de mayo    | Pablo Arboine       | 57'    | L. D. Alajuelense |  | 3 - 0     |  | Deportivo Saprissa | Final II Fase Ida |

### Tabla de asistencia y recaudación
Se muestra un listado de la asistencia y recaudación de los clubes, según información de la UNAFUT.
| Club          | Asistencia | Recaudación     |
| ------------- | ---------- | --------------- |
| Saprissa      | 225, 363   | ₡728, 686, 574  |
| Alajuelense   | 134, 323   | ₡478, 154, 561  |
| Cartaginés    | 27, 266    | ₡84, 902, 663   |
| San Carlos    | 22, 368    | ₡22, 415, 919   |
| Puntarenas    | 20, 388    | ₡31, 654, 500   |
| Guanacasteca  | 19, 404    | ₡36, 261, 946   |
| Herediano     | 16, 713    | ₡38, 758, 406   |
| Santos        | 11, 132    | ₡23, 725, 000   |
| Grecia        | 10, 070    | ₡14, 499, 221   |
| Sporting      | 9, 984     | ₡17, 076, 000   |
| Guadalupe     | 8, 681     | ₡17, 356, 000   |
| Pérez Zeledón | 7, 600     | ₡ 37, 111, 000  |
| Total         | 513, 292   | ₡1530, 601, 793 |